# CSS Mississippi
CSS «Миссисипи» (англ. Mississippi) — крупный казематный броненосец, строившийся в 1861—1862 для флота Конфедеративных Штатов Америки в Новом Орлеане. Являлся сильнейшим, и (теоретически) наиболее мореходным броненосцем, заложенным южанами в период Гражданской Войны в Америке. Не был достроен; после сдачи Нового Орлеана, был сожжён во избежание захвата.

## История
В самом начале Гражданской Войны в Америке, флот северян блокировал побережье Конфедерации, тем самым перекрыв поставки мятежникам оружия и снаряжения из-за границы. Для южан, чьи штаты были преимущественно аграрными, это было тяжелейшим ударом; армия Конфедерации крайне нуждалась в оружии, боеприпасах, обмундировании, которое удавалось теперь ввозить лишь в небольших количествах, контрабандой на периодически прорывающих блокаду скоростныхблокадопрорывателях.
Не имея ни собственного флота, ни даже значимого количества обученных моряков, Конфедерация ничего не могла поделать с блокирующими кораблями. Пытаясь переломить ситуацию в свою пользу, правительство Конфедерации организовало постройку нескольких крупных броненосцев, которые (будучи на тот момент принципиально новым классом военных кораблей), могли бы сместить локальный баланс сил в пользу мятежников.
Особое внимание при этом было уделено Новому Орлеану. Крупнейший порт на побережье Мексиканского Залива, Новый Орлеан был ближе всего к европейским колониям в Карибском Море, и за счёт этого - очень удобен для действий блокадопрорывателей. Осенью 1861 года, на заводах Нового Орлеана были заложены два крупных броненосца - CSS Louisiana и CSS Mississippi, предназначенные для защиты порта от возможного нападения и уничтожения блокирующих сил.

## Конструкция
«Миссисипи» была спроектирована и заложена братьями Нельсоном и Айшей Тифтами, известными предпринимателями из Флориды. Благодаря личному знакомству с конфедеративным военно-морским секретарем Мэллори, братья получили контракт на постройку броненосца в Новом Орлеане.
Не будучи профессиональными кораблестроителями, Тифты, однако, понимали, что постройка крупных кораблей традиционным способом будет чересчур сложна для слабой промышленности Конфедерации, и займет слишком много времени. Чтобы ускорить строительство броненосца, Нельсон Тифт предложил использовать те же принципы, что и при постройке деревянных домов; он предложил строить корабль с минимумом искривлённых поверхностей в пользу прямых линий. Хотя это существенно ухудшало гидродинамику, такой способ постройки более соответствовал усилиям непрофессиональных рабочих Конфедерации.
Спроектированная ими «Миссисипи» имела необычно угловатую конструкцию; корпус её был прямоугольным в центральной части, с треугольными носом и кормой. Борта броненосца были вертикальны, и соединялись под прямым углом с плоским днищем. Её полное водоизмещение (по проекту) составляло 1400 тонн при длине 76 метров, ширине 18 метров и отсадке 4,6 метра.

### Вооружение
«Миссисипи» была рассчитана на вооружение из 18 орудий. Все пушки должны были быть установлены в бронированном каземате в центре корпуса.
Согласно проекту, вооружение броненосца должно было состоять из четырёх 178-мм нарезных дульнозарядных орудий Брукса (вероятно, двух погонных и двух ретирадных), четырёх 229-мм и шести 203-мм гладкоствольных дульнозарядных орудий Дальгрена (по бортам) и шести 32-фунтовых орудий. Однако, к моменту уничтожения корабля, никакое вооружение ещё не было даже заказано.

### Броневая защита
Броневая защита «Миссисипи» должна была быть изготовлена из кованых железных плит. Точная толщина брони неизвестна, часто приводятся цифры в 76 мм. Ряд источников приводит толщину брони до 110 миллиметров; однако, изготовление сплошных плит такой толщины было за пределами возможностей конфедеративной промышленности, так что, вероятно, речь шла о двух слоях 55 миллиметровых плит, наложенных друг на друга.
Для улучшения снарядостойкости, стенки бронированного каземата должны были быть наклонены внутрь под большим углом. Это повышало вероятность рикошета снарядов.

### Силовая установка
Силовая установка корабля должна была быть трёхвинтовой. Три паровых двигателя (каждый мощностью около 500 л. с.) должны были приводить в действие три винта броненосца. Пар должны были обеспечивать восемь цилиндрических котлов.
Проектная скорость броненосца должна была составлять 14 узлов; однако, с учётом плохой гидродинамики угловатого корабля и низкого качества конфедеративного оборудования, подобный результат представляется сильнейшим преувеличением.

## Строительство
Закладка «Миссисипи» состоялась в октябре 1861 года, на созданной братьями Тифт верфи в Джефферсон-Сити. Ещё до установки первых планок (киля в привычном понимании броненосец не имел), проект его был переработан, так как Нельсон Тифт счел, что длина корабля не позволяет разместить механизмы. Контракт на постройку корабля, заключённый между правительством Конфедерации и братьями Тифт, был на удивление либеральным; в нём не оговаривалась ни предельная цена корабля, ни сроки сдачи, братья Тифт имели право пересматривать проект без согласования с флотом, и правительство оплачивало рабочую силу для проекта.
Строительство «Миссисипи» с самого начала страдало от задержек и несогласованности. Неожиданной (критической) проблемой стал дефицит материалов. Ни в Новом Орлеане, ни где-либо поблизости невозможно было изготовить броневые плиты для корабля; заказ на их производство в итоге пришлось размещать в Атланте. Дефицит железа привел к огромному росту цен на него, и в довершение всех неприятностей, слабая железнодорожная сеть Конфедерации была перегружена военными эшелонами и доставка броневых плит превратилась в почти нерешаемую проблему. Последние броневые плиты прибыли в Новый Орлеан уже после сожжения корабля.
Не меньшей проблемой стали механизмы. Задержка с установкой машин составила почти три месяца по сравнению с планом, но главным камнем преткновения стали приводные валы винтов. Два коротких вала для боковых винтов удалось добыть в Новом Орлеане, но длинный вал для центрального винта оказался непосилен для промышленности Конфедерации. В итоге, нужной длины вал удалось снять с разбившегося у побережья Вирджинии парохода, но его переделки и доставка заняли много времени.
Главной же трудностью стали проблемы с рабочей силой. Конфедеративные рабочие практически не проявляли какого-либо патриотизма или общенациональной солидарности, и работали в темпе мирного времени. В ноябре 1861 года, работы были прерваны забастовкой, во время которой рабочие потребовали повышения дневной платы с 3 до 4 долларов; в конце концов Тифты были вынуждены уступить, но и без того медленный ход работ задержался ещё больше. Проблемы доставляли местные власти, которые регулярно отзывали рабочих для учений ополчения Луизианы и даже просто для парадов. Несмотря на протесты Тифтов, справиться с проблемой не удалось.
В результате, к весне 1862 года, «Миссисипи» все ещё находилась в весьма низкой степени готовности; её боковые машины не были смонтированы, броня не установлена. Обеспокоенный задержками, флот Конфедерации распорядился приостановить работы на «Миссисипи» и перевести рабочих на броненосец «Луизиана», уже спущенный на воду.

## Судьба
В апреле 1862 года, эскадра федерального адмирала Дэвида Фаррагута вошла в устье Миссисипи и приступила к бомбардировке конфедеративных укреплений, готовясь прорваться мимо них севернее, к Новому Орлеану. Северяне знали о строящихся южанами броненосцах — «Миссисипи» и «Луизиане» — и собирались провести операцию до того, как они будут готовы.
Командование конфедеративного флота, однако, не уделило должного внимания этой угрозе; считая прорыв Фаррагутом заграждённого фарваттера под огнём фортов невозможным, конфедераты более опасались наступления речной эскадры северян в верховьях реки. Уступив требованиям, коммодор Уильям Уитл приказал отправить недостроенный броненосец «Луизиана» вниз по реке в качестве броненосной плавучей батареи. В то же время, общественность Нового Орлеана требовала от Тифтов скорее спустить на воду «Миссисипи»; Тифты упорно отказывались, считая, что преждевременный спуск на воду задержит достройку корабля.
Как оказалось, это было критической ошибкой братьев Тифт и конфедеративного флота. В ночь на 24 апреля 1862 года, эскадра деревянных корветов и канонерок адмирала Фаррагута прорвалась мимо фортов, преодолев сопротивление конфедератов, и угрозой бомбардировки вынудила капитулировать Новый Орлеан. В отчаянной попытке спасти недостроенный броненосец, коммандер Артур Синклер приказал срочно спустить его на воду и отбуксировать вверх по реке, в надежде достроить корабль в более безопасном месте. Однако, наличные буксиры не смогли справиться с броненосцем; прежде чем Синлер сумел найти более мощные буксиры, эскадра северян показалась перед городом, и во избежание захвата, «Миссисипи» был сожжён. По иронии судьбы, именно 25 апреля последний груз броневых плит для броненосца, наконец, прибыл в Новый Орлеан.

## Оценка проекта
Хотя оценка недостроенного корабля всегда представляет сложность, все же несомненно, что «Миссисипи» была одним из лучших броненосцев, спроектированных и заложенных в Конфедерации. Её проект достаточно гармонично сочетал ходовые качества, маневренность, вооружение и защищённость.
Несмотря на то, что проектная скорость в 14 узлов представляется сильно завышенной для угловатых обводов корабля, «Миссисипи» вполне могла бы развить 7 или 8 узлов (при условии, что силовая установка выдала бы проектную мощность). Маневренность её (ахиллесова пята большинства конфедеративных броненосцев), за счёт наличия трёх винтов, также должна была быть по крайней мере удовлетворительной. Бронирование толщиной в 76 или 110 миллиметров, с учётом уклона, представляло достаточную защиту от морских орудий северян — исключая лишь гладкоствольные 279-мм и 380-мм пушки Дальгрена, и 200-мм нарезные орудия Пэррота. Бортовое вооружение представлялось адекватным по меркам начального периода войны, когда считалось, что основными противниками броненосцев будут деревянные корабли.
Таким образом, будучи достроенной, «Миссисипи» представляла бы значительную угрозу для деревянных кораблей и речных броненосных канонерок северян; в то же время, мониторы северян, скорее всего, могли бы справиться с ней без больших затруднений. Однако, из-за неэффективно организованного строительства и излишней убежденности командования конфедератов в мощи укреплений Нового Орлеана, корабль не был введен в строй своевременно, и был спущен на воду слишком поздно, чтобы его можно было отбуксировать для достройки в безопасное место.